# Teacher's Pet (Buffy the Vampire Slayer)
Teacher's Pet es el cuarto episodio de la primera temporada de la serie de televisión Buffy the Vampire Slayer. El episodio es traducido como El favorito de la profesora  en España, mientras en Latinoamérica se tradujo literalmente como La macota de la profesora. En esta ocasión Buffy debe resolver el misterio detrás de la muerte de uno de sus profesores favoritos y la desaparición de un alumno, la cual resulta estar de una u otra manera relacionada con la maestra Natalie French, una atractiva mujer que ha puesto su interés en Xander.

## Argumento
En una tarde como cualquier otra en el Bronze. Xander Harris (Nicholas Brendon) salva a una indefensa Buffy de un violento vampiro y comienza a tocar una pieza de rock n roll hasta que se revela que todo es una fantasía del muchacho. En la clase de Biología, Buffy (Sarah Michelle Gellar) tiene un problema con el Dr. Gregory (William Monaghan), aunque es perdonada por el profesor. Una vez que este queda solo al finalizar la clase, es atacado por una extraña criatura. 
Ángel (David Boreanaz) va al Bronze para advertirle a Buffy sobre un nuevo vampiro. Ésta advierte que está herido y él contesta que se lo hizo el vampiro. El día siguiente, en el instituto se comenta que el Dr. Gregory ha desaparecido sin dejar rastro. Su sustituta es una bella mujer llamada Natalie French (Musetta Vander), quien llama la atención de todos los chicos, incluyendo a Xander. Por la tarde aparece en la cafetería el cuerpo decapitado del Dr. Gregory. Buffy cree que el responsable de esta muerte es el mismo vampiro que atacó a Ángel y va en su busca. 
En el parque se encuentra con el vampiro, el cual tiene un enorme garfio en su mano derecha. Pelea con él, pero logra escapar. Buffy lo persigue y cuando el vampiro se encuentra con Natalie paseando cerca del parque y va a atracarle, se asusta y huye horrorizado al ver sus ojos. 
Al día siguiente, Buffy llega tarde a la clase de Biología. Antes de entrar, mira por la ventanilla de la puerta y ve a Natalie girar su cabeza 180° para mirarla. Buffy se aleja rápidamente y espera fuera a Willow (Alyson Hannigan). Juntas van a ver a Giles (Anthony Head) y le cuentan lo sucedido. Tras consultar algunos libros, llegan a la conclusión de que la señorita French es una mantis religiosa gigante. A Giles esto le resulta familiar y llama a un viejo amigo que tuvo un encuentro con una criatura parecida. Este le informa sobre la forma de acabar con la criatura. Buffy, preocupada, decide ir a casa de Natalie, pero antes le pide a Giles que grabe la ecolocación de unos murciélagos, ya que esto altera el sistema nervioso de las mantis. 

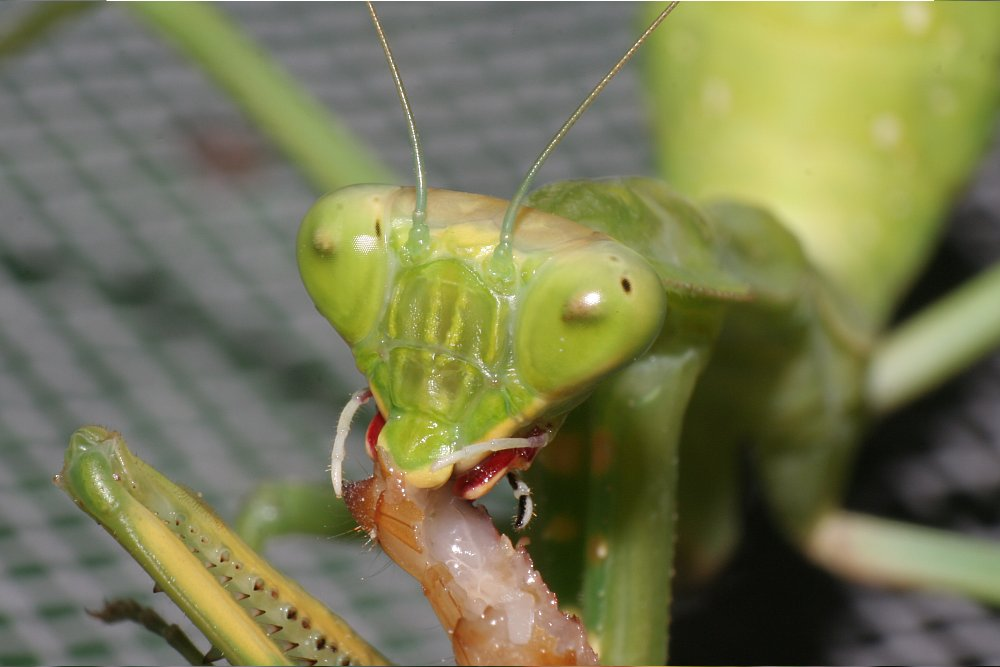
Una imagen de una Mantis religiosa, depredador hostil que los protagonistas deben enfrentar.

En casa de Natalie, Xander (que se había presentado voluntario para unos trabajos extra escolares) es drogado y encerrado en el sótano. Al despertar ve a la señorita French con su verdadera forma y en la jaula de al lado a Blayne (Price Jackson), el chico que se presentó voluntario el día anterior. Este le explica que pudo ver cómo se apareó y puso sus huevos mientras devoraba la cabeza de su víctima, el Dr. Gregory. La mantis abre la jaula para sacar a Xander, quien intenta escapar golpeándole, pero no lo logra. 
Buffy, Willow, y Giles llegan a la casa y encuentran a la verdadera señora French (Jean Speegle Howard), una anciana. Desesperados, Buffy busca al vampiro del garfio. Con él atado, pasan por delante de varias casas hasta que se asusta. Buffy lo mata y entra a la casa, donde pelea y mata a la Srita. Natalie French. Al día siguiente, en la escuela, llega un nuevo profesor de biología. Mientras, en un armario se ven unos huevos de mantis a punto de eclosionar.

## Reparto
- Sarah Michelle Gellar como Buffy Summers.
- Nicholas Brendon como Xander Harris.
- Alyson Hannigan como Willow Rosenberg.
- Charisma Carpenter como Cordelia Chase.
- Anthony Stewart Head como Rupert Giles.

### Estrellas Invitadas
- David Boreanaz como Ángel.
- Mark Metcalf como El Maestro.
- Ken Lerner como Director B. Flutie
- Musetta Vander como Natalie French.
- William Monaghan como Dr. Gregory

## Doblaje

### México
- Buffy: Yanely Sandoval
- Rupert Giles: Carlos Becerril
- Xander: Rafael Quijano
- Willow: Azucena Martínez
- Cordelia: Clemencia Larumbe

### Voces Adicionales
- Miguel Reza
- Gaby Ugarte
- Luis Daniel Ramírez
- Isabel Martiñon
- Erica Edwards
- Cristina Hernández